# Botschaft aus Granada
Botschaft aus Granada ist ein historischer Roman des deutsch-jüdischen Schriftstellers Ernst Sommer, der 1937 veröffentlicht wurde.

## Handlung
Der Roman spielt vor dem Hintergrund der Verfolgung und Vertreibung der Juden 1492, während der Reconquista unter der Regentschaft der Isabella von Kastilien. Dabei steht nicht etwa die große Politik der Mächtigen im Vordergrund, sondern die polyperspektive Aufreihung jüdischer Einzelschicksale. Unter diesen ragt die Figur des spanischen Ritters Juan Fonseca heraus, der als konvertierter Jude ein Günstling des mächtigen Großinquisitors Tomás de Torquemada ist und durch das Geschehen während der Judenverfolgung (Assimilation, Widerstand, Folter, Zwangstaufe) seit dem Alhambra-Edikt wieder zu seinem ursprünglichen Glauben zurückfindet.

## Hintergrund
Das Buch erschien zunächst 1937 in der damaligen Tschechoslowakei und gilt als literarische Vorwegnahme der Judenverfolgung unter dem Nationalsozialismus. Der Roman wurde auf die „Liste des schädlichen und unerwünschten Schrifttums“ gesetzt und konnte nur im Rahmen einer Ausnahmeregelung im Deutschen Reich erscheinen. Die literarische Figur des ‚Juan Fonseca‘ ist nicht mit Juan Rodríguez de Fonseca zu verwechseln.

## Ausgaben
- Botschaft aus Granada. Mährisch-Ostrau 1937.
- Botschaft aus Granada. Jüdische Buchvereinigung, Berlin 1938.
- Botschaft aus Granada. Greifenverlag, Rudolstadt 1953.
- Botschaft aus Granada. Zsolnay, Wien/Hamburg 1987, ISBN 978-3552039193.

## Rezensionen
- Die drei Ereignisse: Eroberung Granadas, Vertreibung der Juden und die Ausfahrt des Columbus werden in einer sehr klaren und der historischen Wahrheit entsprechenden Weise miteinander verknüpft. Ein jüdischer Dichter, der gehört werden muß - ein jüdisches Werk von dem man hören wird. (Jüdische Revue, 1937, Ausgabe 12, S. 707)[2]